# Smokvenjak
Smokvenjak je nenaseljeni otočić u hrvatskom dijelu Jadranskog mora.
Njegova površina iznosi 0,075 km². Dužina obalne crte iznosi 1 km.

## Vanjske poveznice
|  | Zajednički poslužitelj ima još gradiva o temi Smokvenjak |